# Osmium(VIII)oxide
Osmium(VIII)oxide is een anorganische verbinding (meer bepaald een metaaloxide) van osmium met als brutoformule OsO4. De stof staat bekend als enorm stinkend. De zuivere stof is kleurloos, maar meestal komt het voor als een lichtgele vaste stof, die slechts matig tot slecht oplosbaar is in water. Osmium(VIII)oxide is een vrij bekende en veelgebruikte stof, ondanks de relatieve zeldzaamheid van het element osmium.

## Synthese
Osmium(VIII)oxide wordt gesynthetiseerd door osmium en zuurstof te laten reageren met elkaar bij een temperatuur van 25°C:
{\displaystyle {\ce {Os + 2O2 -> OsO4}}}

## Toepassingen
Osmium(VIII)oxide wordt onder andere gebruikt om alkenen te oxideren, met name bij de Upjohn-dihydroxylering, de Milas-hydroxylering en de Sharpless-dihydroxylering. In combinatie met natriumperjodaat wordt het gebruikt om alkenen weer te splitsen:
In de biologie en technologie wordt osmium(VIII)oxide gebruikt om meer contrast te geven aan het beeld van een transmissie-elektronenmicroscoop (TEM). Het vormt daarvoor een alternatief voor het eveneens toxische ruthenium(VIII)oxide.